# نموذج المجموعة الأدنى
نموذج المجموعة الأدنى (بالإنجليزية: Minimal group paradigm) هو نهج يستخدم في علم النفس الاجتماعي،ويعد أحد أكثر المناهج تأثيرا في ميدان البحث حول العلاقات بين المجموعات الاجتماعية.أسسه عالم النفس الاجتماعي البولندي هنري تاجفيل ومساعديه, في دراستهم لتأثيرات التصنيف الاجتماعي على السلوك بين المجموعات الاجتماعية. ويهتم أساسا بفهم العوامل الأساسية للتمييز الاجتماعي. وقد بدأ مع تاجفيل كطريقة للتحقيق والتعرف على الحد الأدنى من الشروط المطلوبة للتمييز بين المجموعات, الا انه يعتبر اليوم منهجا متعدد الأغراض على النطاق الميكروسوسيولوجي وعلم النفس الاجتماعي.

## البنية التطبيقية للمنهج
يرتكز نموذج المجموعة الأدنى بصيغته الكلاسيكية كمنهج على فكرة أساسية وهي : البدء بإعداد أولي بسيط للغاية ,ثم إضافة عناصر إلى التصميم بشكل متتابع حتى يظهر التمايز بين المجموعات, وهذا من أجل معرفة اقل عامل يستطيع ان يجعل الجماعات تبدأ بالتمايز بينها .
وقد نجح نفس مؤسسي هذا النموذج عبر تطبيقه في تجربة على مشاركين, في اكتشاف أن التمييز بين الجماعات حتى وان بني على أمور تافهة واعتباطية (مثل اشتراك المشاركين في تفضيلات لوحات معينة أو لون قمصانهم) يمكن أن يؤدي إلى الميل لتفضيل أفراد جماعتهم على حساب الآخرين.